# 玉原ダム
玉原ダム（たんばらダム）は、群馬県沼田市上発知町玉原地先、利根川水系発知川に建設されたダムである。ダム管理者は、東京電力リニューアブルパワー。

## 概要
高さは116.0m、型式は中央土質遮水壁型ロックフィルダムである。発電専用ダムで東京電力株式会社が1973年（昭和48年）より建設に着手した。オイルショックの最中であり、「火主水従」から水力発電の再評価が囁かれ出した折の事業であった。1981年（昭和56年）に完成している。
1981年（昭和56年）完成以来、東京電力は「玉原」の読みを「たまはら」としてきた。
これは玉原発電所本館建屋のある水上町（現みなかみ町）における読み方にならったものであるが、その後ダム周辺のリゾート開発が進み、そうした施設は玉原ダム周辺地域における読み方である「たんばら」を用いた。
東京電力は「たんばら」の読みが一般化したとして、2004年2月1日をもって「玉原」の読みを「たんばら」に変更した。

## 玉原発電所
このダムは揚水発電用のダムであり、ダムによって出来た人造湖「玉原湖」を上池とし、国土交通省関東地方整備局が管理している利根川本流の藤原ダムの人造湖・藤原湖を下池として揚水発電を行っている。発電所である玉原発電所の認可出力は1,200,000kWで利根川水系の水力発電所では神流川発電所（全て完成・稼動した場合）に次ぐ規模の発電能力を有する。だが、ダム・発電所建設を行うに当たり、幾つかの紆余曲折があった。
一つは下池に藤原ダムを使用することであるが、特定多目的ダムの役割が阻害されるとして当時の建設省が容易に許可せず、通商産業省（現・経済産業省）電力局と東京電力が河川総合開発の観点から必要であるとして折衝したという経緯がある。
二つ目は環境保護についてで、発知川はマス養殖が盛んである事から濁水による養殖への影響を危惧した漁協による反対運動があり、これを解決する為発知川の水は発電に使わないという取り決めが為された。故に発知川の河水はトンネルを通してダム湖を迂回し下流へ放流する工事が行われた。ダム湖の水は全て利根川の水である。このノウハウは後に南相木ダムで利用される。更に上流にミズバショウや高山植物、食虫植物の繁茂する玉原湿原がある為、湿原に影響を及ぼさぬようダムの堤高を当初予定の128.0mから116.0mに低くした。
この発電所に隣接して東電ピーアールの「Tepco PR館奥利根」があり、社会見学などに利用されたが、2011年の福島第一原子力発電所事故により東京電力の広報活動を縮小しているため、この施設は現在廃止されており、見学不可となっている。

## 観光
ダムは玉原高原にあり、夏は高原の涼しい環境を堪能でき、冬は近くにあるたんばらスキーパーク（夏は「たんばらラベンダーパーク」として営業している）に多くのスキーヤーやスノーボーダーが訪れる。ダム自体も日中は開放されており、ダム左岸から右岸まではかなりの距離がある。カラオケの映像ロケ地に使われた事もある。

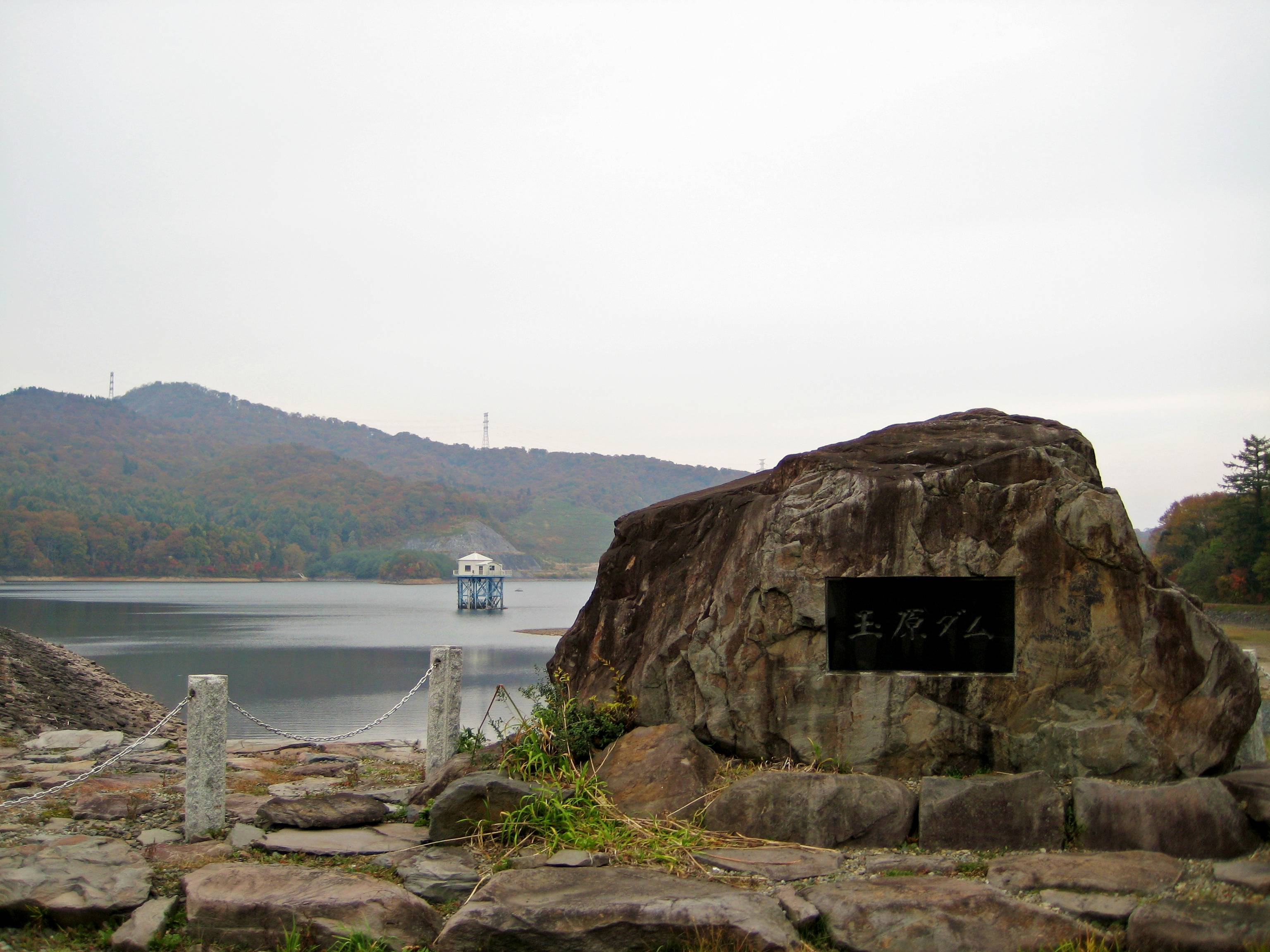
玉原ダムの碑
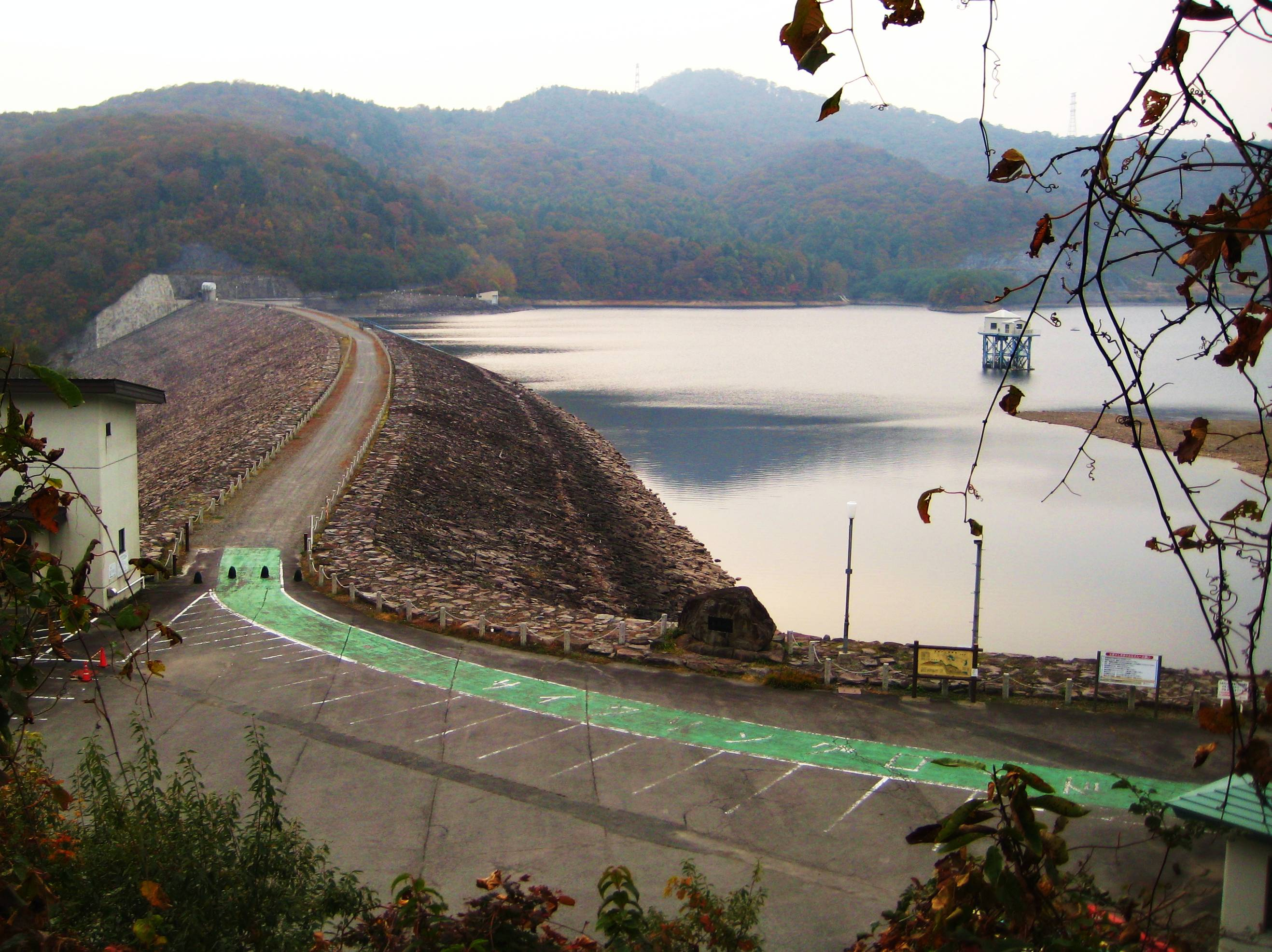
玉原湖